# 冯虹
冯虹（1958年—），河北安国人，汉族，中华人民共和国政治人物、第十一届全国人民代表大会辽宁地区代表。
毕业于日本医科大学妇产科。加入中共，担任沈阳医学院奉天医院院长。2008年起担任全国人大代表。